# Dicranomyia perdocta
Dicranomyia perdocta är en tvåvingeart som först beskrevs av Alexander 1954.  Dicranomyia perdocta ingår i släktet Dicranomyia och familjen småharkrankar.
Artens utbredningsområde är Thailand. Inga underarter finns listade i Catalogue of Life.